# Lijst van rijksmonumenten aan de Groenburgwal
Een overzicht van de 30 rijksmonumenten aan de Groenburgwal in Amsterdam.
| Object | Oorspronkelijke functie? | Bouwjaar              | Architect | Locatie          | Coördinaten?                  | Nr.? | Afbeelding                                                               |
| --- | ------------------------ | --------------------- | --------- | ---------------- | ----------------------------- | ---- | ------------------------------------------------------------------------ |
| Pand met gevel met uit wijziging ontstane punttop | Gebouw                   | 18e eeuw              |           | Groenburgwal 1   | 52° 22' 10" NB, 4° 53' 57" OL | 1242 | Meer afbeeldingen                                                        |
| Pand met gevel onder rechte lijst | Gebouw                   | 18e/19e eeuw          |           | Groenburgwal 3A  | 52° 22' 10" NB, 4° 53' 57" OL | 1244 | Pand met gevel onder rechte lijst                                        |
| Pakhuis | Gebouw                   | 18e/19e eeuw          |           | Groenburgwal 17  | 52° 22' 9" NB, 4° 53' 56" OL  | 1245 | Meer afbeeldingen                                                        |
| Pand met gepleisterde puntgevel met halsje onder gebogen fronton                                                                                               | Gebouw                   | mogelijk 17e eeuw     |           | Groenburgwal 19A | 52° 22' 9" NB, 4° 53' 56" OL  | 1246 | Meer afbeeldingen                                                        |
| Pand met gevel onder rechte lijst | Woonhuis                 | tegen 1800            |           | Groenburgwal 21  | 52° 22' 9" NB, 4° 53' 56" OL  | 1247 | Pand met gevel onder rechte lijst                                        |
| Pand met halsgevel met rijk gebeeldhouwde vleugelstukken van uitzonderlijk ontwerp en palmet in de afdekking                                                   | Gebouw                   | 18e eeuw              |           | Groenburgwal 31A | 52° 22' 8" NB, 4° 53' 55" OL  | 1248 | Meer afbeeldingen                                                        |
| Pand met ingezwenkte halsgevel | Gebouw                   | tweede kwart 18e eeuw |           | Groenburgwal 35  | 52° 22' 8" NB, 4° 53' 54" OL  | 1249 | Meer afbeeldingen                                                        |
| Pand met gevel onder rechte lijst | Gebouw                   | 17e/19e eeuw          |           | Groenburgwal 37A | 52° 22' 7" NB, 4° 53' 54" OL  | 1250 | Pand met gevel onder rechte lijst                                        |
| Pand achter gezamenlijke gevel met het nr 47 | Gebouw                   | 1775 (flesbalusters)  |           | Groenburgwal 45  | 52° 22' 7" NB, 4° 53' 54" OL  | 1251 | Meer afbeeldingen                                                        |
| Pand achter gezamenlijk gevel met het nr 45 | Gebouw                   | 1775 (flesbalusters)  |           | Groenburgwal 47  | 52° 22' 7" NB, 4° 53' 54" OL  | 1253 | Meer afbeeldingen                                                        |
| Pand met halsgeveltje van het 'type met doorboorde bloem' met cartouche in de afdekking (xviiia                                                                | Gebouw                   | eerste kwart 18e eeuw |           | Groenburgwal 51  | 52° 22' 6" NB, 4° 53' 53" OL  | 1254 | Meer afbeeldingen                                                        |
| Pand met ingezwenkte halsgevel met samengestelde stoep en vijf flesbalusters                                                                                   | Gebouw                   | derde kwart 18e eeuw  |           | Groenburgwal 55  | 52° 22' 6" NB, 4° 53' 53" OL  | 1255 | Meer afbeeldingen                                                        |
| Huis onder schilddak en met een gevel onder rechte lijst | Gebouw                   | derde kwart 19e eeuw  |           | Groenburgwal 57  | 52° 22' 6" NB, 4° 53' 53" OL  | 1256 | Meer afbeeldingen                                                        |
| Hoekhuis met voorgevel onder houten, lobvormig verhoogde, aan de zijgevel omlopende lijst met consoles en snijwerk om de hijsbalk                              | Woonhuis                 | ca. 1750              |           | Groenburgwal 59  | 52° 22' 5" NB, 4° 53' 52" OL  | 1257 | Meer afbeeldingen                                                        |
| Pand met gevel onder rechte lijst met consoles | Woonhuis                 | 18e/19e eeuw          |           | Groenburgwal 61  | 52° 22' 5" NB, 4° 53' 52" OL  | 1258 | Meer afbeeldingen                                                        |
| Pand met gevel onder curieuze, in 1877 enigszins in de oude vormen vernieuwde hals                                                                             | Gebouw                   | tweede kwart 18e eeuw |           | Groenburgwal 69  | 52° 22' 5" NB, 4° 53' 52" OL  | 1259 | Meer afbeeldingen                                                        |
| Dwarshuis | Gebouw                   | 17e/18e eeuw (kern)   |           | Groenburgwal 71  | 52° 22' 4" NB, 4° 53' 51" OL  | 1260 | Meer afbeeldingen                                                        |
| Hoekhuis met geheel gepleisterde gevel, de voorgevel onder rechte lijst                                                                                        | Gebouw                   | mogelijk 18e eeuw     |           | Groenburgwal 73  | 52° 22' 4" NB, 4° 53' 51" OL  | 1261 | Meer afbeeldingen                                                        |
| Pand met tot puntgevel gewijzigde trapgevel van het 'type met kleine blokjes'                                                                                  | Gebouw                   | eerste kwart 17e eeuw |           | Groenburgwal 2A  | 52° 22' 10" NB, 4° 53' 55" OL | 1262 | Meer afbeeldingen                                                        |
| Dubbel pakhuis | Gebouw                   | 18e/20e eeuw          |           | Groenburgwal 14  | 52° 22' 10" NB, 4° 53' 54" OL | 1263 | Dubbel pakhuis                                                           |
| Twee huizen achter gezamenlijke gevel onder rechte lijst met dakkapellen                                                                                       | Gebouw                   | eerste helft 19e eeuw |           | Groenburgwal 20  | 52° 22' 9" NB, 4° 53' 54" OL  | 1264 | Twee huizen achter gezamenlijke gevel onder rechte lijst met dakkapellen |
| Pand met gevel onder rechte lijst waarop dakkapel | Gebouw                   | 18e/19e eeuw          |           | Groenburgwal 26  | 52° 22' 8" NB, 4° 53' 53" OL  | 1265 | Pand met gevel onder rechte lijst waarop dakkapel                        |
| Pakhuis met ingezwenkte halsgevel met volutenafdekking waarop vaas                                                                                             | Gebouw                   | tweede kwart 18e eeuw |           | Groenburgwal 28  | 52° 22' 8" NB, 4° 53' 53" OL  | 1266 | Pakhuis met ingezwenkte halsgevel met volutenafdekking waarop vaas       |
| Pand met puntgevel | Gebouw                   | 18e eeuw              |           | Groenburgwal 38  | 52° 22' 7" NB, 4° 53' 52" OL  | 1267 | Meer afbeeldingen                                                        |
| Pand met aan voorzijde dubbele pakhuisgevel onder ingezwenkte halzentweeling en aan de achterzijde woonhuisgevel onder rechte lijst met versierde middenpartij | Gebouw                   | derde kwart 18e eeuw  |           | Groenburgwal 40  | 52° 22' 7" NB, 4° 53' 52" OL  | 1268 | Meer afbeeldingen                                                        |
| Engelse episcopale kerk | Kerk en kerkonderdeel    | 1827                  |           | Groenburgwal 42  | 52° 22' 7" NB, 4° 53' 52" OL  | 1269 | Meer afbeeldingen                                                        |
| Gepleisterd pand tegenwoordig voorzien van rechte lijst | Gebouw                   | 17e/18e/19e eeuw      |           | Groenburgwal 44  | 52° 22' 6" NB, 4° 53' 51" OL  | 1270 | Meer afbeeldingen                                                        |
| Huisje met gevel onder punttop | Gebouw                   | 17e/19e eeuw          |           | Groenburgwal 46  | 52° 22' 5" NB, 4° 53' 50" OL  | 1271 | Huisje met gevel onder punttop                                           |
| Pakhuis met puntgevel | Gebouw                   | 17e/18e/19e eeuw      |           | Groenburgwal 52  | 52° 22' 5" NB, 4° 53' 50" OL  | 1272 | Pakhuis met puntgevel                                                    |
| Pand met halsgevel met volutenafdekking en ornament om de hijsbalk                                                                                             | Gebouw                   | tweede kwart 18e eeuw |           | Groenburgwal 56  | 52° 22' 4" NB, 4° 53' 50" OL  | 1273 | Pand met halsgevel met volutenafdekking en ornament om de hijsbalk       |